# Publius Coelius Apollinaris (Konsul 111)
Publius Coelius Apollinaris war ein im 1. und 2. Jahrhundert n. Chr. lebender römischer Politiker.
Durch die Fasti Ostienses und durch ein Militärdiplom, das auf den 25. September 111 datiert ist, ist belegt, dass Apollinaris 111 zusammen mit Lucius Octavius Crassus Suffektkonsul war; die beiden übten dieses Amt im letzten Nundinium, vom 1. September bis zum 31. Dezember, aus.
Apollinaris war vermutlich der Vater von Publius Coelius Balbinus, ordentlicher Konsul von 137, und der Großvater von Publius Coelius Apollinaris, ordentlicher Konsul von 169.